# Eideseis dia ta anatolika mere
Eidēseis dia ta anatolika merē (dies die wissenschaftliche Transliteration, transkribiert Idisis dia ta anatolika meri, griechisch Εἰδήσεις διὰ ἀνατολικὰ μέρη, deutsch: Nachrichten aus den östlichen Gebieten) war eine österreichische Zeitung in griechischer Sprache, die vom 2. Juli 1811 bis zum 27. Dezember 1811 in Wien erschien.
Ihre Herausgeber waren Joseph Franz Hall, Rektor eines Lyzeums und Zensor griechischer Bücher, sowie Euphronis Raphael Popowitsch, Lehrer der griechischen Gemeinde Wiens. Die Zeitung erschien dienstags und freitags und umfasste acht Seiten. Sie enthielt Berichte über politische und militärische Ereignisse in Europa, Handelsnachrichten, literarische Nachrichten sowie Neuigkeiten von den Ionischen Inseln. Weil sie den Erwartungen der griechischen Gemeinde nicht zu genügen vermochten, stellten die Nachrichten aus den östlichen Gebieten bald ihr Erscheinen ein. An ihre Stelle trat der Griechische Telegraph, der von 1812 bis 1836 erschien.